# Верхнеломовский сельсовет
Верхнеломовский сельсовет — муниципальное образование со статусом сельского поселения в Нижнеломовском районе Пензенской области Российской Федерации.
Административный центр — село Верхний Ломов.

## История
Статус и границы сельского поселения установлены Законом Пензенской области от 2 ноября 2004 года № 690-ЗПО «О границах муниципальных образований Пензенской области».
22 декабря 2010 года в соответствии с Законом Пензенской области № 1992-ЗПО в состав сельсовета включена территория упраздненного Новошуструйского сельсовета.

## Население
| 2002  | 2010  | 2012  | 2013  | 2014  | 2015  | 2016  |
| ----- | ----- | ----- | ----- | ----- | ----- | ----- |
| 4806  | ↘4285 | ↗4326 | ↘4223 | ↘4153 | ↘4104 | ↘4075 |
| 2017  | 2018  | 2021  |       |       |       |       |
| ↘4062 | ↘3995 | ↘3566 |       |       |       |       |

## Состав сельского поселения
| №  | Населённый пункт | Тип населённого пункта       | Население |
| -- | ---------------- | ---------------------------- | --------- |
| 1  | Верхний Ломов    | село, административный центр | ↘3321     |
| 2  | Заречный         | посёлок                      | 7         |
| 3  | Козлятское       | село                         | ↘118      |
| 4  | Макаровка        | деревня                      | 1         |
| 5  | Новая Михайловка | деревня                      | 43        |
| 6  | Новый Шуструй    | село                         | ↘193      |
| 7  | Пошутовка        | село                         | ↘27       |
| 8  | Старая Мурава    | село                         | ↘63       |
| 9  | Старый Шуструй   | село                         | ↘3        |
| 10 | Сухопечаевка     | село                         | ↘7        |